# 同福西駅
同福西駅（どうふくにしえき、中文表記: 同福西站、英文表記: Tongfuxi station）は、中華人民共和国広東省広州市海珠区に位置する広州地下鉄8号線の駅。計画時は、洲頭咀站とされていた。2019年12月28日に開業。

## 駅構内
この駅の8号線は、同じ階に島式ホームの形で配置された一連の独立したプラットホームを備えており、プラットホームはホンデ道路の両側の地下にある歩行者用通路で接続されています。新しい線は1つを予約します。将来的には島式ホームは通風西路の下にあります。 2行のプラットフォームは「π」フォントを形成します。新しい行は上のレベルにあり、8番目の行は下のレベルにあります。
| 地下一層 | 西站廳                                | 售票機、客服中心、警务室、安检设施  |
| 地下一層 | 聯絡通道                              | 连接東西站廳                        |
| 地下一層 | 東站廳                                | 售票機、客服中心、商店、安检设施    |
| 地下二層 |                                       | 預留未來新線                        |
| 地下二層 | 預留島式站台部分結構                  |                                     |
| 地下二層 | 預留未來新線                          |                                     |
|          |                                       | 预留換乘平台                        |
| 地下三層 |                                       | 1番線 ■8号線 滘心方面（文化公園駅） |
| 地下三層 | 分離式站台                            |                                     |
| 地下三層 | 通道连接两侧站台                      |                                     |
| 地下三層 | 分離式站台                            |                                     |
| 地下三層 | 2番線 ■8号線 万勝囲方面（鳳凰新村駅） |                                     |

## 28行目
また、新線のホームと8号線のホームの間には、ホームからプラットフォームへの乗り換えノードがあります。その際、乗客は東と2つのフロアの間の2つの乗り継ぎプラットフォームを介して乗り換える必要があります。西側にあり、乗り換えホームは階段で別々に接続されます。8号線の2つのプラットフォームの北端と、予約された島式ホームの中央部分。現在、関連する階段の土木構造は、プラットフォーム1のトイレの外側の非公開エリアに構築されています;プラットフォーム2は、プラットフォームのパブリックエリアの外側の対応するスペースのみを予約します 。
2つの駅舎は洪徳路を通る3つの地下トンネルで結ばれているため、東西の駅舎の有料エリアと無料エリアを別々に接続することができます 。歩行者のアクセスを容易にするために、2つの駅ホールの内側の北は現在有料エリアに分割されています。料金所には複数のエスカレーターがあり、 8号線のホームに行くための階段と2つの専用エレベーターがあります。
この駅は乗換駅として設計されており、ホンデ道路の上の内環状道路の高架橋によって制限されているため、この駅の主な設計は「π」形状を示しています。現在、この駅の新線用に構造物の一部のみが確保されており、構造物への2つの駅ホールの位置は一時的にガラスの仮壁で囲まれています。将来、新線が完成すると、2つの駅がホールは新線の駅ホールと合流して1つになります。π "フォント駅ホール 。

## 周辺機器のアップグレード

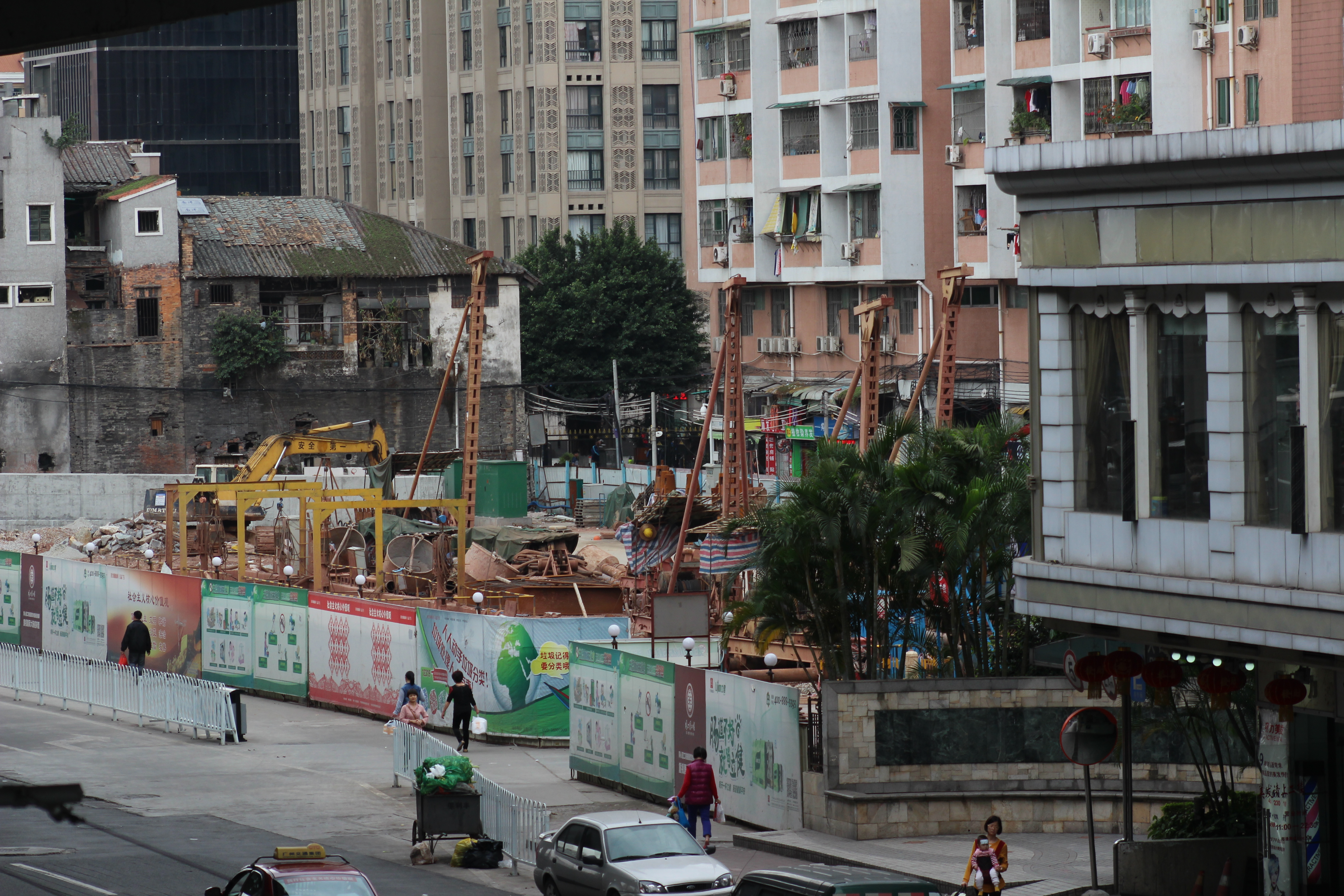
建設中の同福西駅（2015年3月）

この駅の公衆トイレとマタニティルームは、8号線駅の台北端にあります

### 駅出入口
駅には4つの出入口がある。
| 番号                                                                  | 設備 | 出口名     | 付近の建物                                                                                                 |
| --------------------------------------------------------------------- | ---- | ---------- | --- |
| 東コンコース                                                          |      |            | |
| 出口 · A                                                              |      | 同福西路   | 洪徳路、岐興直街、岐興北路、濱江西路、人民橋、南華西路、大基頭（木偶芸術劇院）バス停、同福西バス停（東行） |
| 出口 · B                                                              |      | 工業大道北 | 洪徳路、洪徳路バス停（北行）                                                                               |
| 西コンコース                                                          |      |            | |
| 出口 · C                                                              |      | 工業大道北 | 洲头咀隧道、厚徳路、永興街、洪徳路バス停（南行）                                                           |
| 出口 · D                                                              |      | 同福西路   | 工業大道北、洪徳路、洲咀大街、同福西バス停（西行）                                                         |
| 表注：点字ブロック、スロープ､エレベーター、車椅子対応、エスカレーター |      |            | |

## 路線バス
同駅近くのホンデロードには、ホンデロードバスステーション、ダジトウ（人形芸術劇場）バスステーション、およびトンフー西バスステーションがあるトンフーウェストロードがあり、乗客は広州市内のさまざまな場所に旅行するのに便利です 。

## 利用状況
同駅は海珠区の北西部に位置し、あらゆる種類の新旧の住居に囲まれています。この場所は、多くの歴史的、古い建物、古い通りがあり、海珠で最初に発展し始めた地域の1つでもあります。したがって、この駅の乗客の流れは近くの住民によって支配されています。ただし、駅の開業時間はまだ短いため、この駅の乗客数は平均的である。

## 将来の開発
この駅は、1997年の「広州都市高速鉄道交通網計画調査（最終報告）」に初めて登場しました。当時、洲頭咀駅と名付けられた4号線の中途半端な駅でした。その後、当時の4号線が移管され、現在の8号線の一部となった。駅近くの通風西路をもとに、駅は通風西駅とも改名された。この駅は28号線の拡張プロジェクトにも含まれていますが、当初は2012年に開業する予定でした。しかし、2008年の路線網計画の調整等により、8号線の西延長区間（小港から鳳凰新村）の建設を共同で開始することができなかった。
Tongfuxi駅の建設中、島型のプラットフォーム転送構造の一部が計画された19号線用に予約されました。しかし、最新の計画によれば、19号線の海珠区の揚子江沿いの元の路線は28号線に分割され、シティエクスプレスラインに変更されました。現在のニュースによると、28号線は伏羲との駅を設置しません。 8行目に転送します。 28号線は長期計画路線であるため、ルートや駅の計画は未定であり、伏羲駅との予約制を利用できるかどうかは不明である。
鳳凰新雲駅から駅までのトンネル（駅のホームのアンダーカット部分を含む）は2016年10月28日に完全に貫通しました ;駅の主要構造も2019年9月12日に突破しました; 2019年12月に28日、鳳凰新村から8号線文化公園までの区間に沿って駅が開通した 。
「広州鉄道8号線北延長の交通改善計画と規制詳細計画を取り巻く通風駅」の計画に従い、通風駅AとBの2つの入口と出口が改造され、入口の隣に既存の凝縮水があります。 Aタワーをリニューアルし、B入口と出口の隣に8階建てのコミュニティ総合サービスセンターを建設し、駐車場を設ける 。

## 隣の駅
■8号線
文化公園駅 - 同福西駅 - 鳳凰新村駅